# 山崎聡子 (東海ラジオアナウンサー)
山崎 聡子（やまざき さとこ、1976年9月27日 - ）は、東海ラジオ放送の元社員。制作部プロデューサーとアナウンサーを兼務していた。

## 来歴・人物
愛知県春日井市出身。名古屋市立菊里高等学校、名古屋大学情報文化学部社会システム情報学科卒業。
1999年、東海ラジオ入社。「おはよう松原敬生です」「天野良春のラジオクルージング」などのアシスタントのほか、音楽番組やミニ番組などのパーソナリティ、聞き手なども数多く担当していた。
2006年12月に結婚、翌2007年10月に第一子を出産。出産・育児のため、2007年10月から2008年3月休職。その後、2008年4月に復職したが、2011年7月から第二子出産・育児のため再び休職。2012年4月に再び復職した。
2015年9月をもって全担当番組を降板。その後、同年11月の人事異動により制作部ディレクターへ配置転換され、アナウンサー職を離れた。
2018年10月1日の同社人事異動でアナウンサーの兼務を受け約3年ぶりにアナウンサーに復帰したが、2018年11月現在ディレクターの職務がメインでアナウンサーとして登場する場面は限定されている。
2020年2月17日、「タクマ・神野のどーゆーふー」にて、番組のグアムツアーに伴うピンチヒッターとして、4年半ぶりに生ワイド番組に出演した。
2024年12月31日を以て東海ラジオを退職し、2025年1月より壱番屋の広報担当に就任した。

## 担当番組

### 制作スタッフ（プロデューサー・ディレクター）として
- 高井一 スイッチ・オン! - プロデューサー&ディレクター
- きくち教児の楽気!DAY - プロデューサー
- アンダーポイントのまっぴるま! - プロデューサー
- アンニョンコリア! - プロデューサー&ディレクター
- So Music!! - プロデューサー&ディレクター
- はーさん! ねねの! すんどめ! - 火曜日ディレクター

など

### アナウンサーとして
- ラジオショッピング、CMなどの収録（週2回）[6]
- 今日もニコニコ!
- 名古屋大学リレーセミナー（同大学卒業者である事などから、産休・育休中を除き毎年担当。年に1回、早朝に全12回程度放送されていた）
- No idea!?
- 村上和宏のまちがいないね!（1999年10月 - 2000年3月。日曜日18時 - 20時）
- 朝の歌謡曲
- 東海カトラン 夢の住まいづくり（2001年 - 2002年9月。金曜日9:20 - 9:30）
- 音楽時代（2001.10 - 2003.3）
- ウィークエンドBOX（2001年10月 - 2002年3月。18:40 - 19:00）
- 侍弁護士なんでも相談（2001年10月 - ?）
- おはよう松原敬生です（2001年4月 - 2002年3月）
- さとこのしあわせみつけた（2002年4月 - 2002年9月。木曜日9:20 - 9:30）
- 夜はこれから（2002年10月 - 2003年3月21日。木曜日担当）
- NDKジャパン ヘルシーライフショッピング（2002年10月 - 2003年3月25日・火曜日5:00 - 5:30→2003年4月1日 - ?・火曜日5:10 - 5:35）/NDKジャパン サンデー･ヘルシーライフショッピング（2003年4月6日 - ?。9:30 - 9:45）
- ミュージックランキング（2004.4 - 2005.3）
- ヒッツ・サンデー（2005.4 - 2006.9）
- 2COOL!（火曜日、2007年1月23日 - 3月27日）
- 天野良春のラジオクルージング（月・金曜日、16:00 - 17:45）
- ゆうせん今週の歌謡ベストテン（2007年4月 - 9月、土曜日、12:00～12:15）
- 日曜童話館（2003年4月6日 - ?）
- JOMO童話の花束（土曜日、8:35頃 - 8:43頃）
- 歌謡ステーション（日曜日、6:10 - 6:30)
- 黒田治 今夜はOK.OK.（2008年10月4日 - 2009年3月28日）
- 子どもを守ろう！〜子どもの明るい未来は大人の手で〜（2COOL内。2008年度。18:20頃 - 18:30頃。隔週担当）
- こちらトクダネ情報部 〔2003年より担当。休職前は火曜日などを担当していたが、2008年4月に復職して2008年10月頃からは月曜日を担当（以前は深谷里奈が担当していたトレンドファイルを担当している）。小島一宏 morning あい landに内包されていた。8:07頃 - 8:15頃〕
- 歌謡ステーション（月曜日5:10 - 5:40）
- 高校ラジオクラブ（休職前は「レギュラー出演→隔週担当」であったが、復帰してからはレギュラー出演に戻った）
- 民話のこばこ（2003年4月5日 - ?。土曜日、5:45 - 5:50。一時期外れていた時期があった）
- やまドル!（2009年10月10日 - 土曜18：00 - 18：30。かつては2008年6月 - 2009年3月27日に放送していた）
- 安蒜豊三 夕焼けナビ（2010年4月7日 - 2011年7月1日：水・木・金曜日→2012年4月2日 - 2014年9月23日：月・火曜日担当）
- 原光隆 ニュースファイル→安蒜豊三 ニュースファイル（取材レポート担当）
- 日替わりラジオ コレカラ（2014年10月 - 2015年9月、月曜日担当）
- 安蒜豊三 はやバン!（2015年8月31日 - 9月4日、原光隆が夏季休暇のため、安蒜豊三とともにパーソナリティ代理を務めた）
- タクマ・神野のどーゆーふー（2020年2月17日－タクマと神野が番組のグアムツアー同行のため、原光隆とともにピンチヒッターを務めた）

など

## CM
- ユニモール ※不定期
- キムラユニティー
- 國建神社
- 雨宮
- 今村化学工業白蟻研究所
- 富士コーヒー
- 大口弘歯科クリニック
- 酒のすぎた ※不定期
- おかしの里 もりや（原光隆とともに担当）
- ボリショイサーカス（テレビのナレーションも不定期で担当）などの自社関連イベント・コンサート告知CM
- 養老軒 ※不定期
- 愛知大学オープンキャンパス2012
- 丸明（2012年）
- 中京綜合警備保障
- 井村屋（お赤飯の素）

など

## エピソード
- 深谷里奈と並び「趣味」と言えるほど、食べることが大好きである。しかし体重にも反映されやすく、「おはよう松原敬生です」担当時代の激太り写真が東海ラジオのホームページに公開された。
- 根っからのジャニーズファンである。しかし他の女子アナはジャニーズ事務所のタレントにはあまり関心がないため、冷ややかな目で見られていたようである。
- 東海ラジオのアナウンサーの中で、もっとも自身のページを更新する回数が多い。かつPCサイトと携帯サイトで話題を変えるなどかなりマメである。ただし「自身の結婚・妊娠」や「ヒッツ・サンデー降板」などの重要情報は、携帯サイトに書き込んでいる。
- 開局45周年記念で放送された特番では、山浦ひさしとともに近鉄四日市駅前から東海ラジオ放送社屋までの道のりを歩いた。
- 黒谷友香や荒川静香に似ていると本人は考えている。
  - なお荒川静香がトリノオリンピックで金メダルを獲って話題になった際、周りから似ていると言われたため、表が金色のCDを金メダルに見立てたものを首からかけイナバウアーをやったところ、「ひっくり返ったカエル?」や「土俵入り?」などといわれたらしい。[9]